# 방조죄
방조죄(幇助罪)는 주범의 범죄를 종범이 도와 성립하는 범죄이다. 한국법에서는 정신적 방조도 방조 행위로 본다.
방조죄의 예로 사기방조죄, 무고방조죄, 간첩방조죄, 자살방조죄, 도박장소등개설죄내란방조죄, 살인방조죄, 증거인멸 방조죄, 음주운전 방조죄, 보이스피싱사기방조죄 등이 있다.

## 참고문헌
1. ↑  ‘서부지법 난동’ 불 지핀 전광훈·유튜버…처벌 피하기 어렵다, 세계일보, 2025-01-27

## 같이 보기
- 교사죄
- 방조범
- 자살교사·방조죄
- 대한민국 형법 제32조